# Kernville
Kernville is een plaats (census-designated place) in de Amerikaanse staat Californië, en valt bestuurlijk gezien onder Kern County.

## Demografie
Bij de volkstelling in 2000 werd het aantal inwoners vastgesteld op 1736.

## Geografie
Volgens het United States Census Bureau beslaat de plaats een oppervlakte van
32,7 km², geheel bestaande uit land. Kernville ligt op ongeveer 822 m boven zeeniveau.

## Plaatsen in de nabije omgeving
De onderstaande figuur toont nabijgelegen plaatsen in een straal van 24 km rond Kernville.